# Sepak takraw

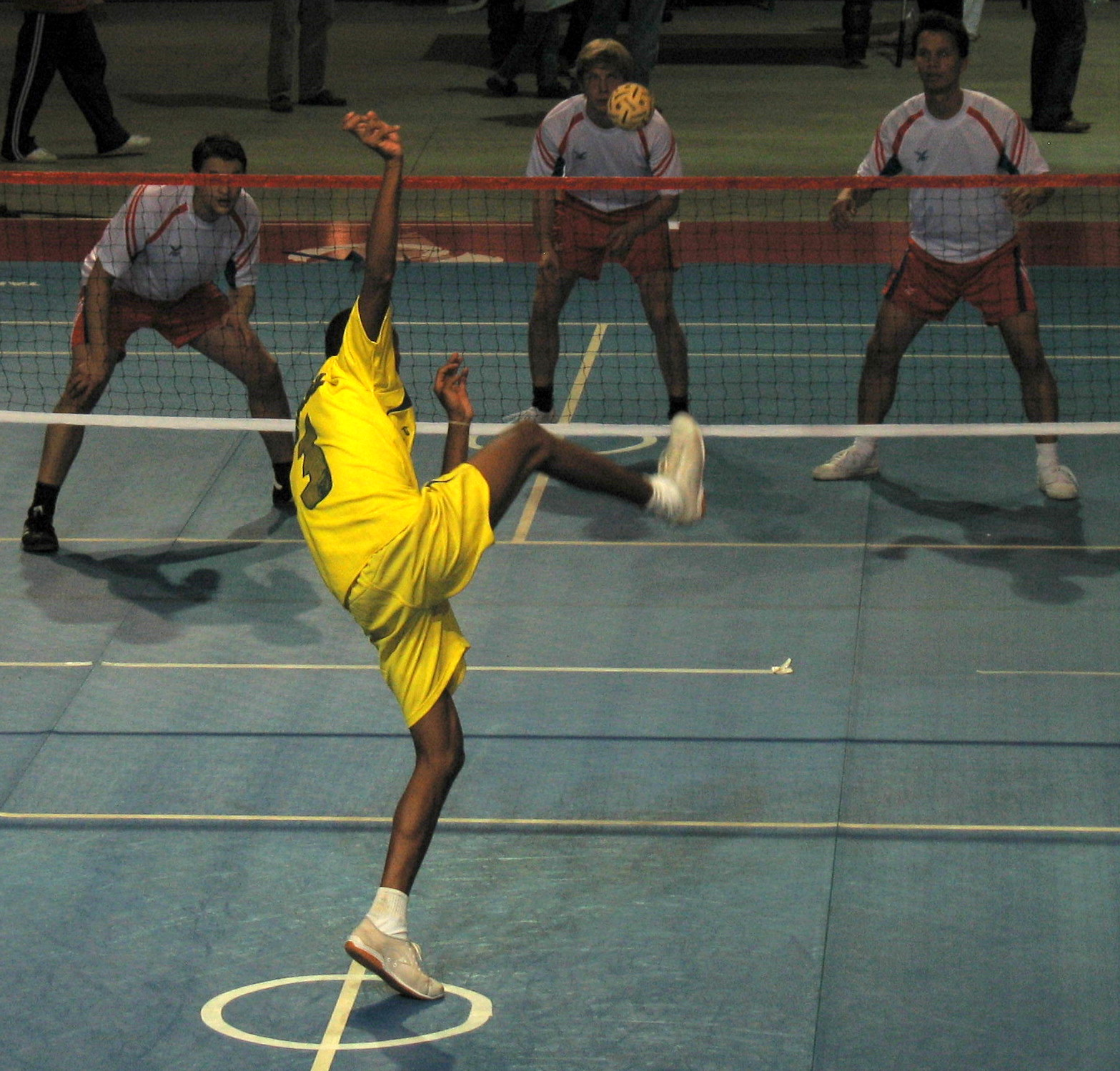
Podání v sepak takraw

Sepak takraw (thajsky ตะกร้อ) je míčová hra pocházející z jihovýchodní Asie. Připomíná nohejbal, ale hraje se s proutěným míčem a přes vyšší síť.

## Dějiny
Sepak takraw se hrál na Malajském poloostrově patrně už v 9. století. Byla to součást vojenské přípravy, oblíbená mezi aristokraty. Kronika Sejalah Melayu z 15. století vypráví příběh korunního prince, který přišel o následnictví za trest poté, co zabil jistého šlechtice kvůli sporu při hře. Tehdy se hrálo v kruhu a šlo o to udržet míč co nejdéle ve vzduchu. Moderní pravidla, inspirovaná volejbalem, vznikla po 2. světové válce a byla založena ISTAF (International Sepak Takraw Federation). V roce 1985 byl založen světový šampionát (pojmenovaný Králův pohár na počest thajského panovníka) a od roku 1990 byl sport zařazen na program Asijských her. Tradičními velmocemi jsou Thajsko, Malajsie, Barma, Indonésie a Vietnam. V současnosti si sepak takraw získává vyznavače i v dalších zemích, jako jsou Japonsko, Francie, USA, Brazílie či Austrálie. Opavský nohejbalista Lumír Gebel vyhlásil v roce 2009 úmysl vytvořit také českou reprezentaci v sepak takraw.

## Popis
Název hry pochází z malajského slova sepak, znamenajícího „kopat“, a thajského takraw (vyslovuje se „takró“), znamenajícího „míč“. Název je tedy výsledkem kompromisu mezi dvěma hlavními rivaly v tomto sportu. Sepak takraw se hraje na badmintonovém kurtu o rozměrech 13,5x6 metrů. Když se hraje v hale, musí být strop minimálně 8 metrů vysoký. Uprostřed je natažena síť, jejíž horní okraj je ve výšce 152 cm. Míč je upleten z ratanu (který v současnosti často nahrazuje bužírka), má obvod 43–45 cm a váží maximálně 180 gramů. Na každé straně nastupují tři hráči; jeden (zvaný takong) je tradičně vzadu a dva u sítě. Jejich cílem je, aby se míč dotkl země na soupeřově polovině kurtu. Míč mohou zasáhnout pouze nohama, trupem či hlavou. Lehký míč a vysoká síť nutí hráče provádět salta a další akrobatické zákroky, které jsou pro diváky velmi atraktivní. Zápas se hraje na dva vítězné sety do 21 bodů, set musí skončit dvoubodovým rozdílem.
Existuje také ženská varianta hry, při níž se používá lehčí míč a síť je ve výšce 142 cm.